# Michael Smith (calciatore 1991)
Michael John Smith (Wallsend, 17 ottobre 1991) è un calciatore inglese, attaccante dello Sheffield Weds.

## Carriera
Ha giocato per due stagioni nella seconda divisione inglese con il Rotherham Utd, per complessive 89 presenze in questa categoria.

## Palmarès

### Club

#### Competizioni nazionali
- English Football League Trophy: 1

Rotherham United: 2021-2022